# Hymedesmia helgae
Hymedesmia helgae är en svampdjursart som beskrevs av Stephens 1921. Hymedesmia helgae ingår i släktet Hymedesmia och familjen Hymedesmiidae. Inga underarter finns listade i Catalogue of Life.